# God is in the TV
God Is in the TV este al doilea album live al trupei americane de rock Marilyn Manson. Lansat în format VHS pe 2 noiembrie 1999, acesta documentează turneele Mechanical Animals⁠(d), Beautiful Monsters⁠(d) și Rock Is Dead Tour⁠(d). Conține toate cele 13 videoclipuri muzicale pe care formația le-a produs între iulie 1994 și noiembrie 1999, inclusiv scene bonus necenzurate din timpul turnării videoclipului pentru melodia „The Dope Show⁠(d)”, filmări din cadrul a diverse concerte susținute în jurul lumii, filmări din culise și din spatele scenei⁠(d).
Regretatul Matthew McGrory este prezent pe coperta casetei, o scenă din videoclipul melodiei „Coma White⁠(d)”.

## Melodiile
Videoclipuri:
1. Coma White⁠(d)
2. Rock is Dead⁠(d)
3. I Don't Like the Drugs (But the Drugs Like Me)⁠(d)
4. The Dope Show⁠(d)
5. Long Hard Road Out of Hell⁠(d)
6. Cryptorchid
7. Man That You Fear⁠(d)
8. Tourniquet⁠(d)
9. The Beautiful People⁠(d)
10. Sweet Dreams (are made of this)⁠(d)
11. Dope Hat⁠(d)
12. Lunchbox⁠(d)
13. Get Your Gunn⁠(d)
14. Scene necenzurate din timpul filmării videoclipului The Dope Show

Concerte live și secvențe din spatele scenei:
1. Inauguration of the Mechanical Christ
2. The Reflecting God
3. Antichrist Superstar⁠(d)
4. Irresponsible Hate Anthem
5. Rock is Dead
6. The Dope Show
7. Lunchbox
8. I Don't Like the Drugs (But the Drugs Like Me)
9. The Speed of Pain
10. Spine of God⁠(d) (cu Monster Magnet⁠(d))
11. Sweet Dreams / Hell Outro
12. Rock N Roll Nigger⁠(d)

## Membri
- Marilyn Manson - vocal, chitară
- Twiggy Ramirez⁠(d)- bas
- Madonna Wayne Gacy - orgă
- Ginger Fish - baterie
- John 5⁠(d) - chitară

## Relansarea
Manson a declarat în noiembrie 2005 că dorește să relanseze God is in the TV și primul său album live, Dead to the World⁠(d), pe DVD. Până în momentul de față, cele două nu au fost lansate.